# Parascyllium sparsimaculatum
Parascyllium sparsimaculatum  — вид рода воротниковых акул одноимённого семейства отряда воббегонгообразных. Обитает в восточной части Индийского океана на глубине до 435 м. Максимальный зарегистрированный размер 78,1 см. Размножается яйцеживорождением. Вид известен всего по трём особям. Не является объектом коммерческого промысла.

## Таксономия
Впервые вид научно описан в 2002 году. Голотип представляет собой самку длиной 78,1 см, пойманную в 1989 году мыса Луин, Западная Австралия (34°61' ю.ш. 114°59' в.д.), на глубине 204 м. Паратипы: 2 самки длиной 68,4 см и 55,5 см, пойманные в 1990 году у г. Фримантла на глубине 245 м. Видовой эпитет происходит от слов лат. sparsus — «рассеянный», «разбросанный» и лат. maculata — «пятно» и связано с характерной окраской этой акулы.

## Ареал
Parascyllium sparsimaculatum  обитают в восточной части Индийского океана. Они являются эндемиками западного побережья Австралии (Новый Южный Уэльс, их ареал охватывает узкую область между Банбери и Ланцелином. Эти акулы встречаются в верхней части материкового склона на глубине от 245 до 435 м.

## Описание
У Parascyllium sparsimaculatum  тонкое удлинённое тело и короткое рыло. Голова довольно крупная, её длина превышает 16 % от длины тела. Основание первого спинного плавника расположено позади свободного кончика брюшных плавников. Рот расположен перед глазами, имеются узкие назальные борозды. Щелевидные глаза вытянуты по горизонтали, они довольно крупного размера (длина по горизонтали превышает 11 % длины головы). Позади глаз имеются крошечные брызгальца. Спинные плавники одинакового размера, шипы у их основания отсутствуют. Грудные плавники крупные, длина переднего края не менее 10 % длины тела. Анальный плавник меньше второго спинного плавника. Хвостовой плавник асимметричный, у края верхней лопасти имеется вентральная выемка. Нижняя лопасть отсутствует. Окраска жёлто-коричневого цвета. По телу разбросаны несколько крупных ржаво-коричневых отметин с нечёткими краями. Вокруг жаберной зоны имеется тусклое седловидное «ожерелье».

## Биология
Parascyllium sparsimaculatum  размножаются яйцеживорождением. Максимальный зарегистрированный размер 79,1 см.

## Взаимодействие с человеком
Эти акулы не являются объектом коммерческого промысла. В качестве прилова, возможно, попадают в рыболовные сети. Данных для оценки Международным союзом охраны природы статуса сохранности вида недостаточно.